# Bögellő
Bögellő (szlovákul: Boheľov) község Szlovákiában, a Nagyszombati kerületben, a Dunaszerdahelyi járásban.

## Fekvése
Dunaszerdahelytől 10 km-re délkeletre található.

## Élővilága
Bögellőn egy gólyafészket tartanak nyilván, 2013-ban két fiókát számoltak össze.

## Története
1475-ben említik először. A falu első iskoláját 1905-ben alapították.
Vályi András szerint "BÖGELLŐ. vagy Bögölő. Magyar falu Poson Vármegyében, birtokosai külömbféle Urak, más neve Kis Padány, fekszik Csalóköz Szigetében, Alistálhoz nem meszsze, mellynek filiája, ’s hozzá hasonlító."
Fényes Elek szerint "Bögellő, magyar falu, Pozson vármegyében, Bőshöz 1 mfd. Lapályos mocsáros határát lakja 73 katholikus, 135 református, 13 zsidó. Rétje sok, de nem igen jó szénát terem; vizenyős lapályai nádat, sásat, gyéként szolgáltatnak, s vizi madarakkal bővölködnek; a szarvasmarhatartás és kolompér-tenyésztés nagy divatban van. F. u. Hegedüs, Bittó, s mások. Ut. p. Somorja."
A trianoni békeszerződésig Pozsony vármegye Dunaszerdahelyi járásához tartozott.
Bögellő nevét a Bögi nemesi családról kapta, maga a falu is a családé volt.[forrás?]

## Népessége
| Év:            | 1994. | 2004.   | 2014.   | 2024.   |
| -------------- | ----- | ------- | ------- | ------- |
| Emberek száma: | 371   | 365     | 346     | 355     |
| Eltérés:       |       | -1,61 % | -5,20 % | +2,60 % |

| Év:            | 2023. | 2024.   |
| -------------- | ----- | ------- |
| Emberek száma: | 357   | 355     |
| Eltérés:       |       | -0,56 % |

1910-ben 336, túlnyomórészt magyar lakosa volt.
2011-ben 351 lakosából 333 magyar volt.
2021-ben 343 lakosából 289 (+4) magyar, 48 (+5) szlovák, (+1) cigány és 6 ismeretlen nemzetiségű volt.

## Nevezetességei

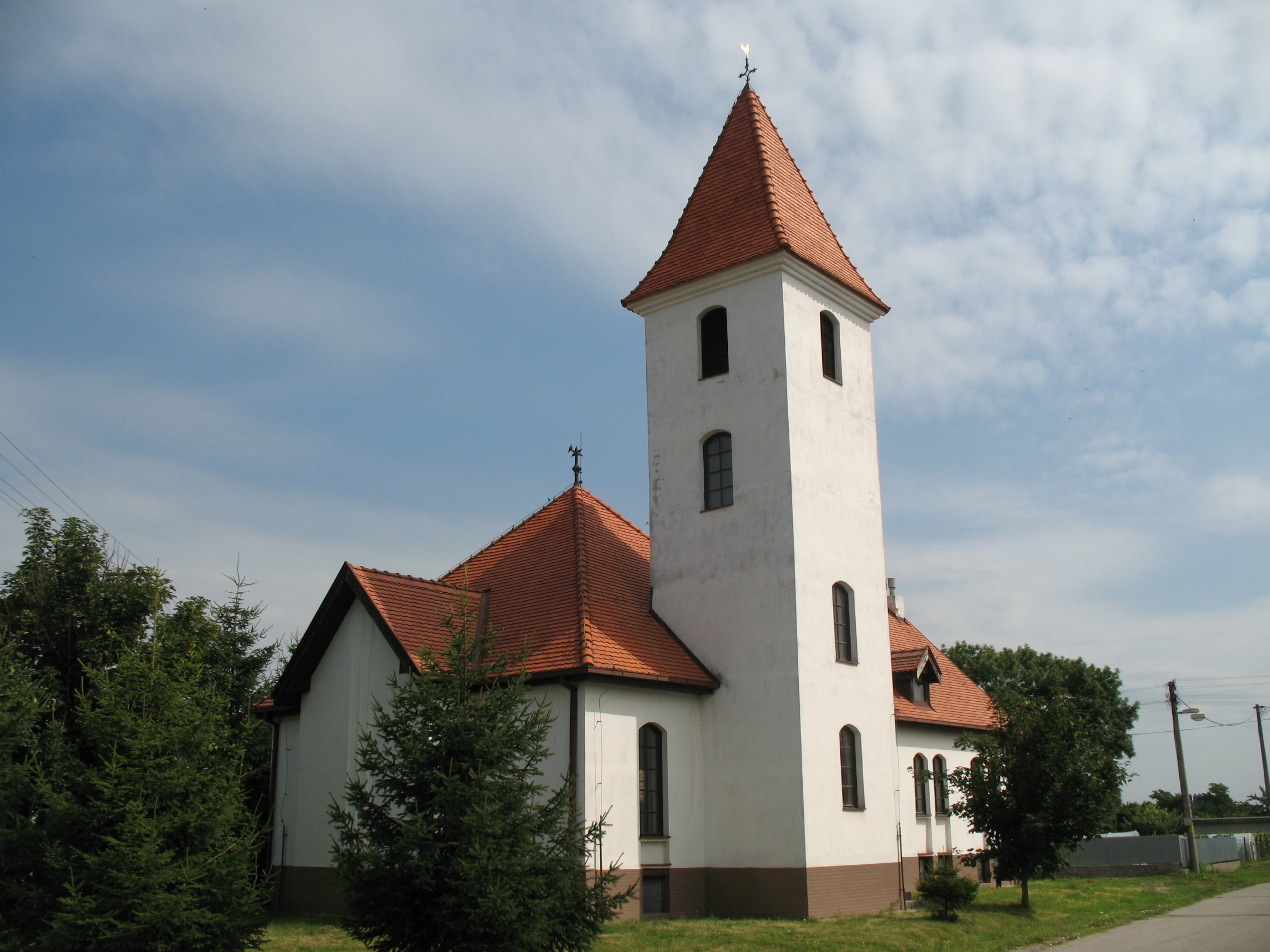
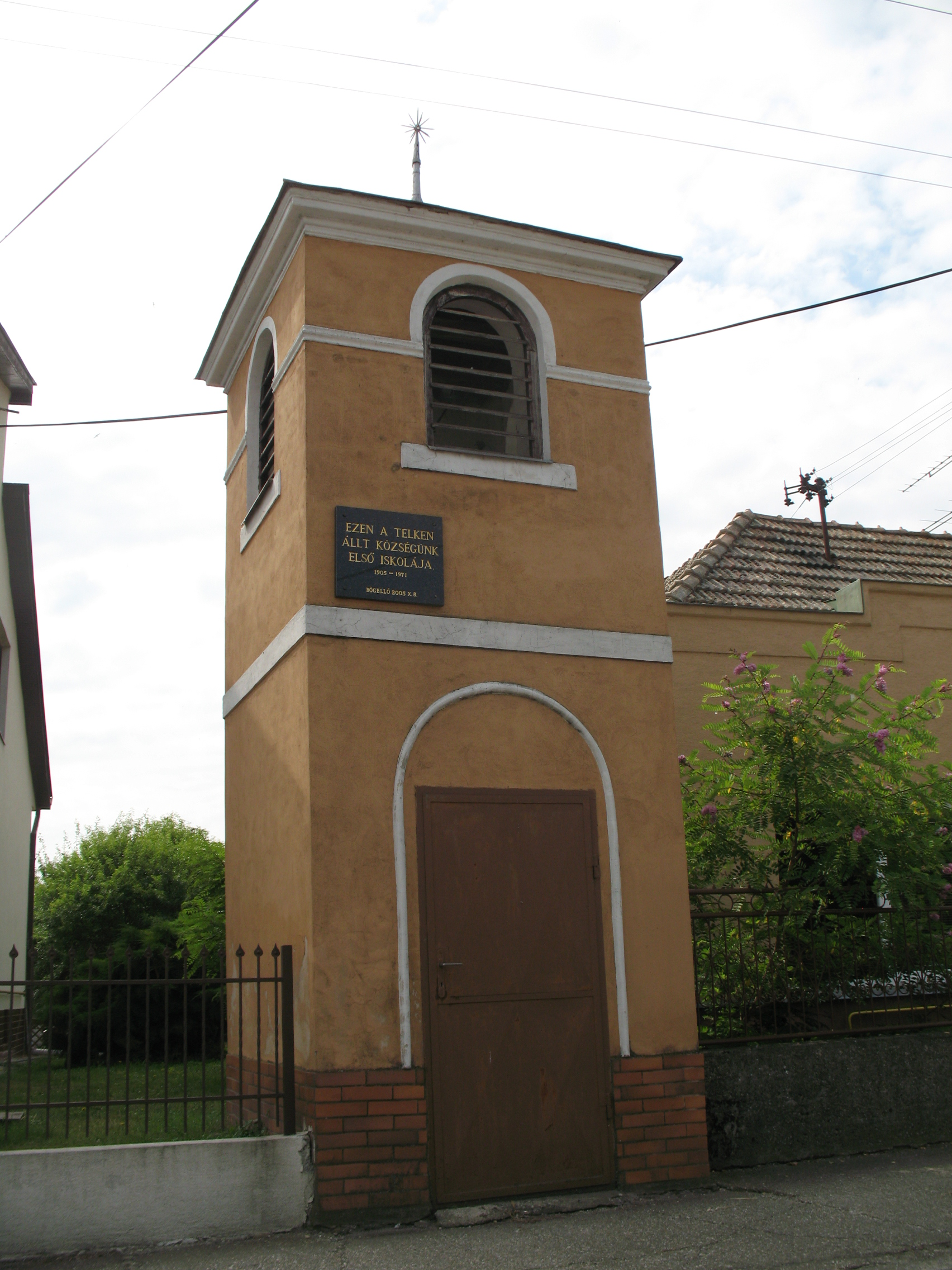
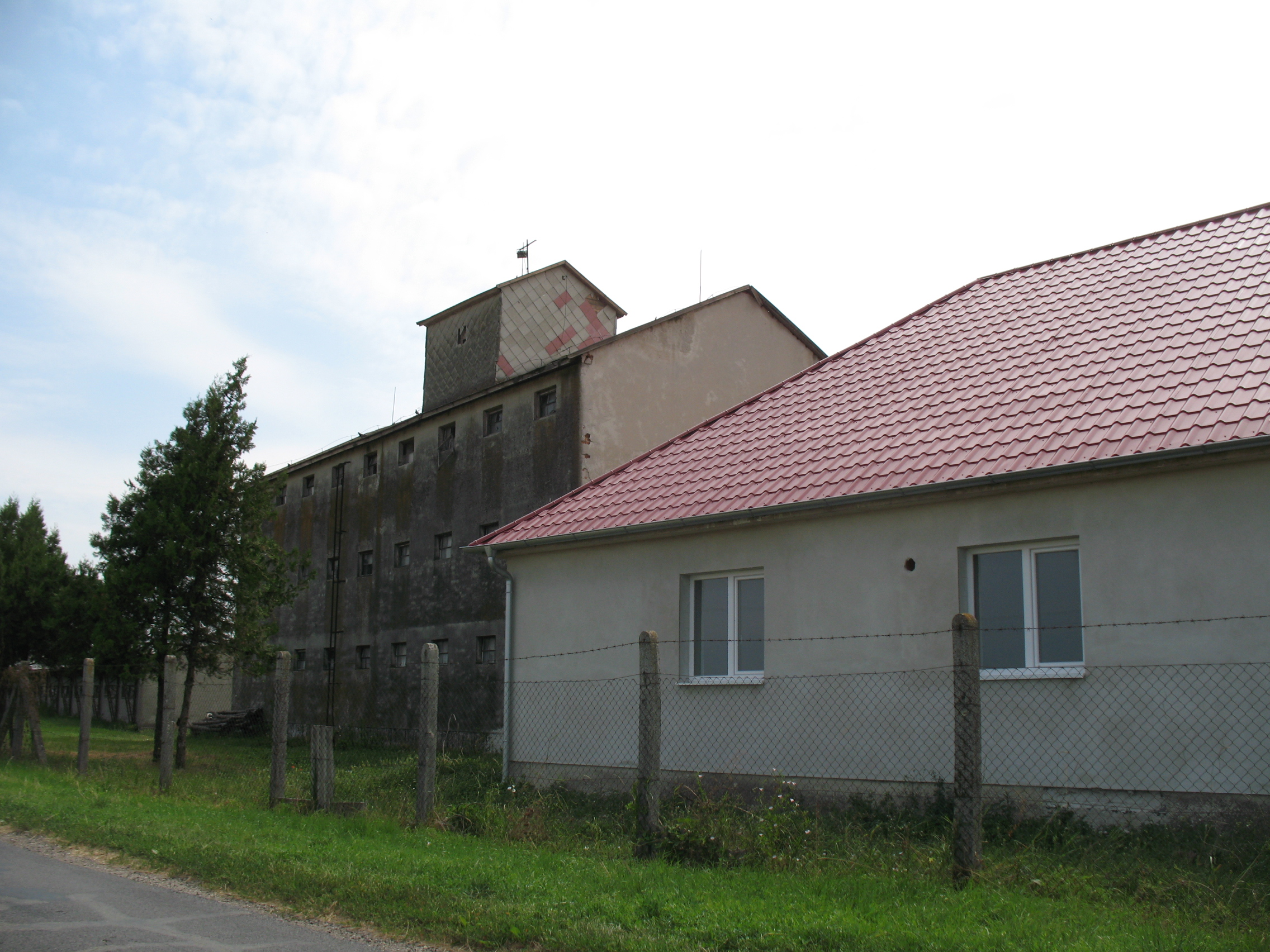
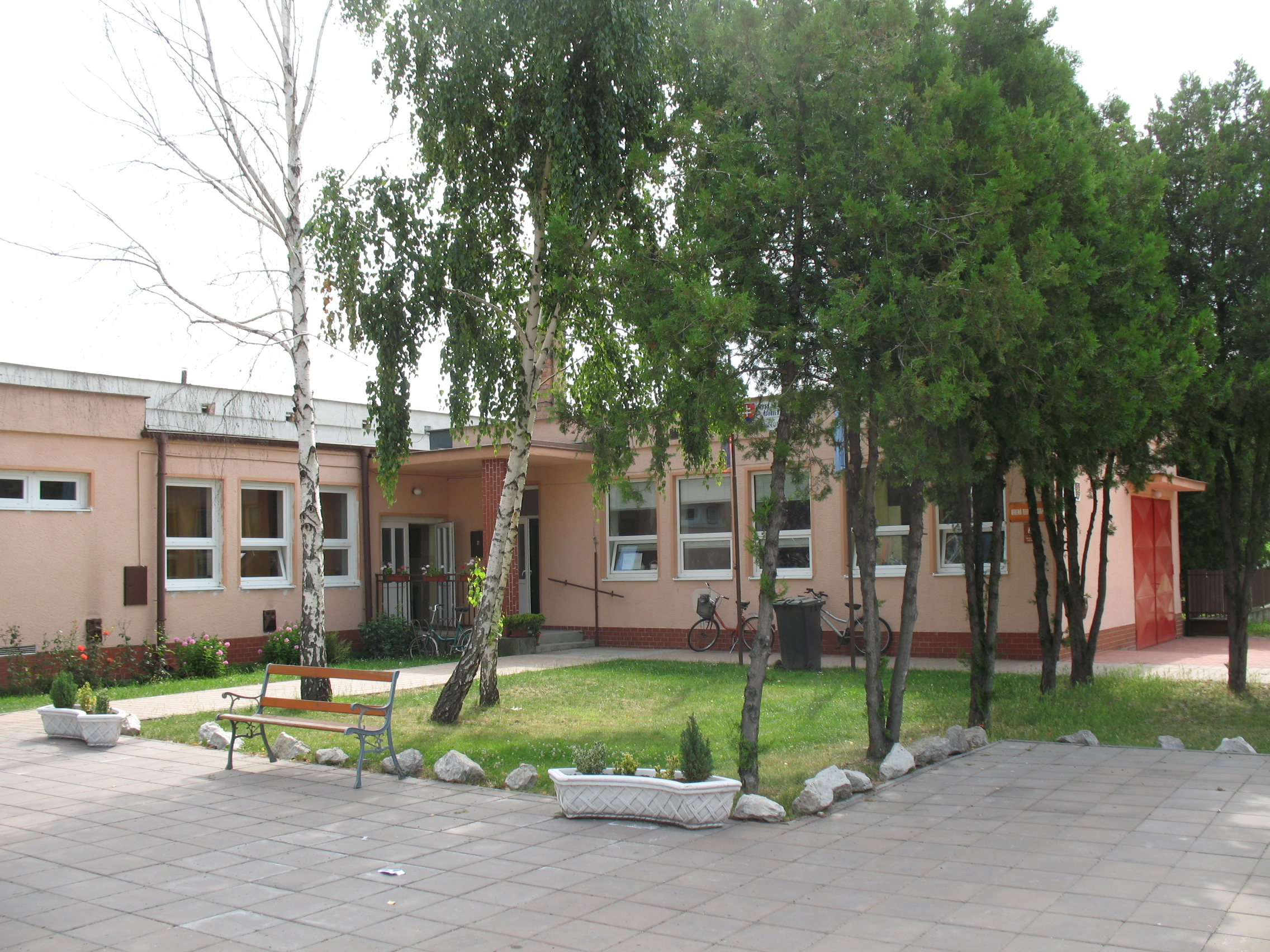

- A csallóközi falu nevezetességei a határában levő halastavak, melyek gazdag állat- és növényvilággal rendelkeznek.
- Református temploma 1991-ben épült.